# Martin Zbončák
Martin Zbončák (* 21. Juli 1975 in Třinec) ist ein tschechischer Fußballtrainer und ehemaliger Fußballspieler. Seit 2016 trainiert er den Verein Fotbal Třinec.

## Vereinskarriere
Zbončák spielte in seiner Jugend für den SK Železárny Třinec. Er absolvierte seinen Wehrdienst 1995 bei SKP Znojmo und wechselte anschließend zum FC Boby Brno, das später in Stavo Artikel Brno umbenannt wurde. Dort blieb der Mittelfeldspieler bis 2001 und absolvierte 122 Erstligaspiele, in denen er vier Tore schoss.
Anfang 2002 wurde Zbončák von Slovan Liberec verpflichtet, mit dem er im Mai 2002 tschechischer Meister wurde. Nach einem Jahr wechselte der Defensivspieler für 23 Millionen Kronen zu Sparta Prag. Anfangs spielte er regelmäßig, im Herbst 2003 saß er aber immer häufiger auf der Ersatzbank. Daraufhin ging er zu Dynamo Moskau in die russische Premjer-Liga. Nach einem halben Jahr kehrte Zbončák nach Tschechien zurück und schloss sich Slavia Prag an.
Nach anderthalb Jahren bei Slavia ging Zbončák Anfang 2006 zum FK Siad Most, wo er zu den wichtigsten Spielern der Mannschaft zählte und 2006/07 in nur zwei Begegnungen fehlte.
Im Juli 2007 wechselte der Tscheche zum zweiten Mal in seiner Laufbahn ins Ausland, er schloss sich dem griechischen Erstligist Iraklis Thessaloniki an. Nach einem Eigentümerwechsel im Januar 2008 wurde sein Vertrag aufgelöst. Anfang März unterschrieb er beim tschechischen Zweitligisten FC Hradec Králové. Schon Monate später wechselte Zbončák erneut den Verein und schloss sich zur Saison 2008/09 FK Bohemians Prag an.
Im Februar 2009 wechselte Zbončák auf Leihbasis zum Zweitligisten Fotbal Třinec. Nach mehreren Wochen ohne Verein schloss sich Zbončák im Oktober 2009 dem Drittligisten FK Slavoj Vyšehrad an.